# Amphi Festival
Het Amphi Festival is een sinds 2005 in Duitsland plaatsvindend muziekfestival in de Alternatieve en Schwarze Szene.
Het eerst Amphi-festival vond in het Amphitheather in Gelsenkirchen. Daar kreeg het ook zijn naam vandaan. Sinds 2006 is het tweedaagse festival in de Tanzbrunnen in Keulen te gast. Op de twee dagen vinden er overdag op het open-air podium en op het theaterpodium optredens van meerdere bands plaats. Het spectrum reikt van electro tot medieval. Na afloop is er vaak nog een dj-programma. Het muziekprogramma wordt omgeven door lezingen en theateroptredens. Partner van het festival is het vooral in Duitsland grote alternatieve blad Orkus. In 2006 had het festival 7000 bezoekers. Inmiddels is het gegroeid naar 12.000 bezoekers in 2008.

## Line-up bands
2005
Blutengel, Camouflage, Client, Die Krupps, Goethes Erben, In Extremo, Lacrimas Profundere, Unheilig, Project Pitchfork, Psyche, Staubkind, Suicide Commando, This Morn’ Omina, Welle:Erdball, Zeraphine
2006
And One, Calmando Qual, Cephalgy, Christian von Aster, Combichrist, Diary of Dreams, DJ Elvis (The Memphis), DJ Mike K., DJ Nightdash + DJ Marco, DJ Oliver Hölz, DJ Ronny, DJ X-X-X, Dope Stars Inc., Faun, Fixmer / McCarthy, Frozen Plasma, Letzte Instanz, Lola Angst, Negative, Oswald Henke, Samsas Traum, Schandmaul, Subway to Sally, The 69 Eyes, The Retrosic - DJ Set, this morn' omina, Unheilig, VNV Nation, Welle:Erdball
2007
Apoptygma Berzerk, ASP, Bloodpit, Diorama, DJ Dalecooper, Down Below, Dreadful Shadows, Eisbrecher, Emilie Autumn, Feindflug, Fetisch:Mensch, Front 242, Frontline Assembly, Funker Vogt, Heimatærde, Imatem, Katzenjammer Kabarett, Krypteria, Mesh, Obscenity Trial, P.A.L, Portion Control, Saltatio Mortis, Samsas Traum, Sonar, Spetsnaz, Subway to Sally, Trial, Unheilig, Untoten, Winterkälte, Xotox, Zeromancer
2008
And One, Ashbury Heights, Cinderella Effect, Cinema Strange, Clan Of Xymox, Combichrist, Covenant, Das Ich, Deine Lakaien, Diary of Dreams, Eisbrecher, Grendel, Haujobb, L’Âme Immortelle, Lacrimas Profundere, Letzte Instanz, Mediaeval Babes, Mina Harker, Nachtmahr, Noisuf-X, Oomph!, Project Pitchfork, Rotersand, Soko Friedhof, Spectra*Paris, Spiritual Front, Suicide Commando, Tactical Sekt, The Klinik, The Lovecrave, Welle:Erdball, Zeraphine, Zeromancer
2009
Absolute Body Control, Agonoize, Auto-Auto, Diorama, Eisbrecher, Feindflug, Front 242, Henke, Hocico, Jesus on Extasy, Jäger90, KMFDM, Laibach, Leæther Strip, Marsheaux, Omnia, Panzer AG, Qntal, Saltatio Mortis, Scandy, Solar Fake, The Other, Unheilig, Xotox
2010
And One, Anne Clark, Ashbury Heights, ASP, Blitzkid, Blutengel, Combichrist, Coppelius, Destroid, Diary of Dreams, DIN (A) TOD, Eisbrecher, End of Green, Escape with Romeo, Ext!ze, Faderhead, Frank the Baptist, Frontline Assembly, Funker Vogt, Leaves ´Eyes, Letzte Instanz, Mesh, Miss Construction, Mono Inc., Nachtmahr, Project Pitchfork, Rabia Sorda, Solitary Experiments, The Crüxshadows, VNV Nation, Welle:Erdball
2011
Agonoize, Clan of Xymox, Covenant, Das Ich, Deine Lakaien, Der Fluch, De/Vision, Die Krupps, Diorama, Dreadful Shadows, Feindflug, Frozen Plasma, Funkhausgruppe, Grendel, Hocico, In Strict Confidence, In the Nursery, Kirlian Camera, Klangstabil, Leæther Strip, Melotron, mind.in.a.box, Nitzer Ebb, Ordo Rosarius Equilibrio, Persephone, Rome, Saltatio Mortis, Samsas Traum, She's All That, Staubkind, Subway to Sally, Suicide Commando, Tanzwut, Winterkälte, (X)-RX Zeraphine